# Инактивация X-хромосомы

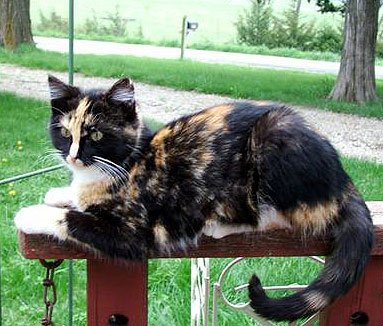
Черепаховая окраска самок кошек является видимым примером инактивации X-хромосомы. Чёрный и оранжевый аллели гена окраски меха располагаются на X-хромосоме. Окраска конкретного участка меха определяется тем, какой из аллелей гена активен в данном участке.

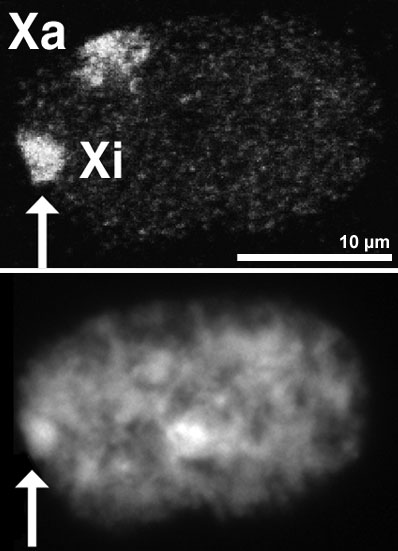
Ядро клетки самки. Наверху: при помощи FISH определяются обе X-хромосомы. Внизу: окрашивание ДНК (DAPI). Тельце Барра (инактивированная X-хромосома) показано стрелкой.

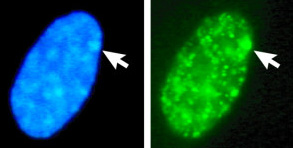
Интерфазный фибробласт женщины. Слева: окраска ядра DAPI. Справа: окраска на гистоны. Стрелки указывают на тельца Барра.

Инактивация X-хромосомы (англ. X-inactivation, lyonization) — эпигенетический процесс, в результате которого во время раннего эмбрионального развития одна из двух копий X-хромосом, представленных в клетках самок млекопитающих, становится транскрипционно молчащей. ДНК неактивной X-хромосомы при этом формирует факультативный гетерохроматин.
Инактивация X-хромосомы происходит в клетках самок млекопитающих для того, чтобы с двух копий X-хромосом не образовывалось вдвое больше продуктов соответствующих генов, чем у самцов млекопитающих. Такой процесс называется дозовой компенсацией генов. У плацентарных выбор X-хромосомы, которая будет инактивирована, случаен (что показано для клеток мышей и человека). Инактивированная X-хромосома будет оставаться неактивной во всех последующих дочерних клетках, образующихся в результате деления.

## История
В 1959 году Сусуму Оно показал, что одна из двух X-хромосом у самок вела себя как аутосома, а другая находилась в состоянии гетерохроматина. Двумя группами исследователей независимо друг от друга было предположено, что одна из двух X-хромосом подвергается инактивации. В 1961 году Мэри Лайон предположила, что инактивация одной из X-хромосом у самок обуславливает пятнистую окраску шерсти мышей у особей, гетерозиготных по генам окраски. Гипотеза Лайон об инактивации одной X-хромосомы в клетках самок млекопитающих объясняла также тот факт, что мыши лишь с одной X-хромосомой имеют фенотип самки. Эрнест Бейтлер (англ. Ernest Beutler), изучая гетерозиготных самок, дефицитных по ферменту дегидрогеназе глюкозо-6-фосфатазы, независимо от Лайон, предположил существование у гетерозиготных организмов двух типов эритроцитов — дефицитных по ферменту и нормальных.

## Механизм
На стадии двух или четырёхклеточного зародыша мыши происходит инактивация отцовской X-хромосомы по механизму импринтинга. На стадии ранней бластоцисты в клетках внутренней клеточной массы становятся активными обе X-хромосомы. Затем во всех клетках внутренней клеточной массы бластоцисты необратимо и независимо друг от друга инактивируется одна из X-хромосом. Инактивированная на этой ранней стадии развития зародыша, X-хромосома затем будет инактивирована во всех соматических клетках-потомках этой клетки. Инактивация X-хросомомы снимается в клетках зародышевого пути самки, и поэтому все ооциты содержат обе активные X-хромосомы.
Показано, что нормальным состоянием для X-хромосомы в клетках млекопитающих является инактивированное состояние, так как в организмах или клетках, содержащих более, чем две X-хромосомы, активной является лишь одна, в то время как остальные X-хромосомы неактивны. Показано наличие на X-хромосомах участка центр инактивации X-хромосомы — XIC (от англ. X inactivation center). Наличие центра инактивации необходимо и достаточно для инактивации X-хромосомы. Транслокация участка хромосомы, содержащего XIC на аутосому, приводит к инактивации соответствующей аутосомы, в то время как X-хромосомы, не имеющие XIC, остаются активными.

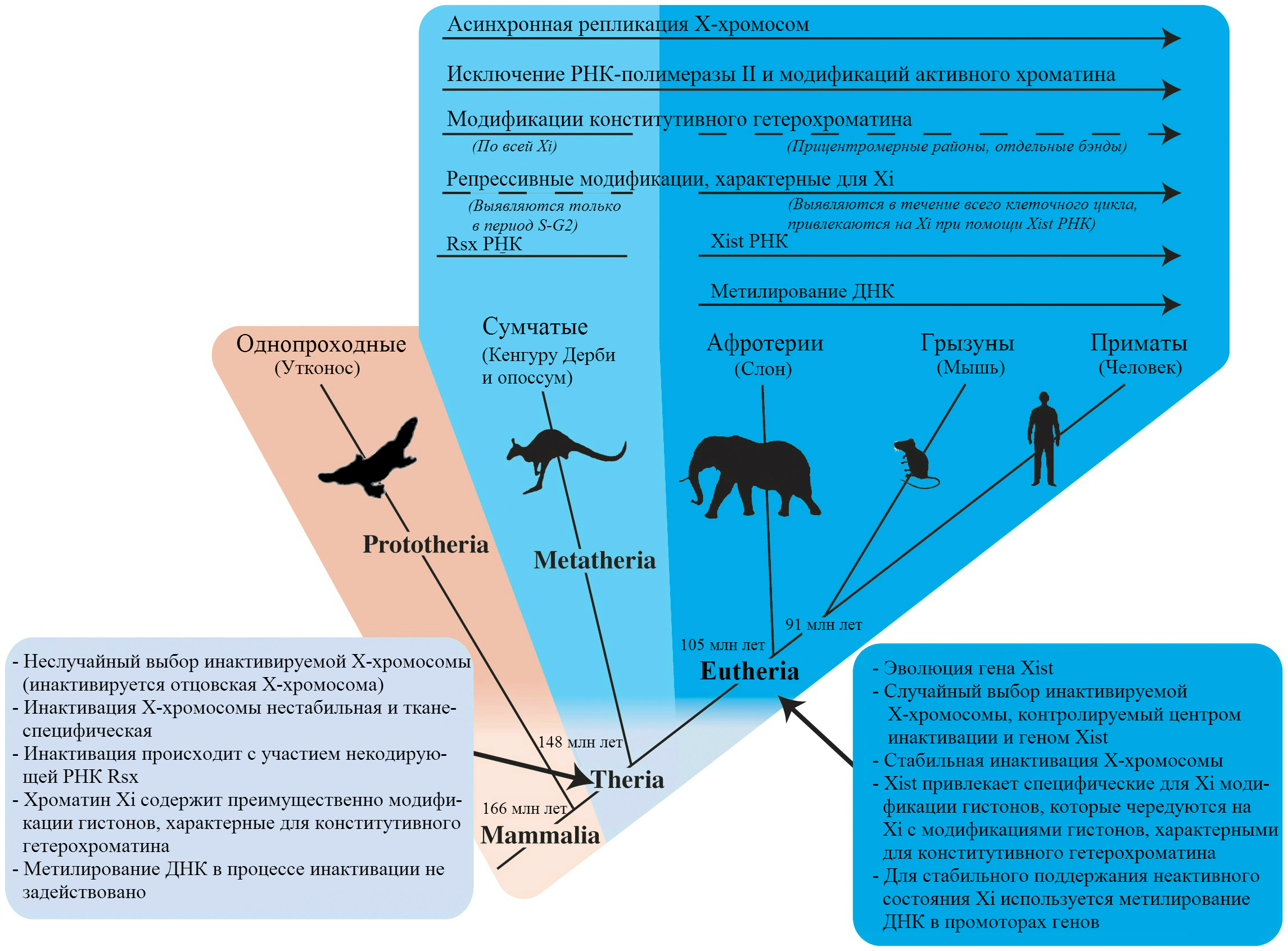
Эволюция механизмов инактивации X-хромосомы у млекопитающих. Xi — инактивированная X-хромосома

Участок XIC содержит два гена некодирующих РНК, которые не транслируются в белок — Xist и Tsix, принимающие участие в инактивации X-хромосомы. Также XIC содержит сайты связывания соответствующих регуляторных белков.

### Некодирующие РНКXistиTsix
Xist представляет собой ген, кодирующий молекулу длинной некодирующей РНК, который опосредует специфическую инактивацию той X-хромосомы, с которой он был транскрибирован. Неактивная X-хромосома покрыта РНК, транскрибированной с гена Xist, активная X-хромосома такой РНК не покрыта. Ген Xist экспрессируется только с неактивной X-хромосомы, хромосомы, не содержащие ген Xist, не могут быть инактивированы. Искусственное перемещение гена Xist на другие хромосомы и его экспрессия, приводит к инактивации других хромосом.
До момента инактивации обе X-хромосомы слабо экспрессируют РНКовый продукт гена Xist, в ходе процесса инактивации экспрессия Xist на активной хромосоме снижается, а на инактивированной — увеличивается. Продукт гена Xist постепенно покрывает инактивированную хромосому, начиная от участка XIC; Сайленсинг генов инактивированной хромосомы начинается вскоре после того, как хромосома становится покрытой транскриптом гена Xist.
Tsix представляет собой длинную молекулу РНК, не кодирующую белок. Транскрипт Tsix является антисмысловым к транскрипту гена Xist, то есть транскрибируется с противоположной цепи ДНК того же гена. Tsix является негативным регулятором Xist; X-хромосомы, не экспрессирующие Tsix и имеющие поэтому повышенный уровень экспрессии Xist, инактивированы намного чаще, чем обычные хромосомы.
Как и в случае с геном Xist, перед инактивацией обе X-хромосомы слабо экспрессируют РНК гена Tsix с соответствующего гена. После начала инактивации X-хромосомы будущая инактивированная хромосома прекращает экспрессировать РНК Tsix, в то время как активная хромосома продолжает экспрессировать Tsix ещё несколько дней.

## Тельце Барра
Тельцем Барра называют X-хромосому, ДНК которой находится в состоянии гетерохроматина. Тельце Барра содержит продукт гена Xist, обычно располагается на периферии ядра, ДНК тельца Барра поздно реплицируется.